# Temma
Temma (nep. टेम्मा) – gaun wikas samiti we wschodniej części Nepalu w strefie Sagarmatha w dystrykcie Khotang. Według nepalskiego spisu powszechnego z 2001 roku liczył on 780 gospodarstw domowych i 4075 mieszkańców (2097 kobiet i 1978 mężczyzn).